# リトル・ウォルター
リトル・ウォルター (Little Walter, 1930年5月1日 - 1968年2月15日) は、アメリカ合衆国ルイジアナ州出身のブルース・ハーモニカ奏者。本名は、マリオン・ウォルター・ジェイコブス。

## 来歴
1930年、ルイジアナ州のマークスヴィルに生まれる。12歳のとき故郷を離れ、ニューオーリンズ、ヘレナなどで活動した後、1946年シカゴに住むようになった。
1947年、オラネル・レコードからレコードデビューを果たす。翌年1948年、マディ・ウォーターズのバンドに参加。1952年には、自己名義のインスト曲"Juke"がR&Bチャートで1位を記録した。その後も、"My Babe"、"Roller Coaster"などのヒット曲を生み出した。
1964年には、ローリング・ストーンズとともにイギリスをツアーする。1967年にもアメリカン・フォーク・ブルース・フェスティバル出演のため、再びヨーロッパへ渡っている。順調に成功を手にしていったウォルターだが、アルコール依存症が彼の健康を蝕んでいくこととなった。
1968年、シカゴのクラブに出演した際の喧嘩で負った怪我が原因で死去した。

## 音楽的影響
ハーモニカマイクをアンプに繋げ、音を増幅させ歪ませる、いわゆるアンプリファイド・ハープを一般的にしたと言われている。

## ディスコグラフィー
- 1964年 Little Walter (Chess)
- 1964年 The Best of Little Walter (Chess)
- 1967年 Super Blues (Chess)
- 1969年 Hate to See You Go (Chess)
- 1970年 Confessin' the Blues (Chess)

### 編集盤
- 1993年 Essential Little Walter (Chess)
- 1997年 His Best (Chess 50th Anniversary Collection) (Chess)
- 2007年 1953-1955 (Classics)